# Ristoro d’Arezzo
Ristoro d’Arezzo war ein italienischer Mönch und Gelehrter des 13. Jahrhunderts.

## Leben
1282 schrieb er Composizione del mondo, ein umfassendes naturkundliches Werk und das erste bekannte Buch in italienischer Prosa überhaupt. Ristoro behandelt darin vor allem geographische und astronomische Themen, er beschreibt u. a. erstmals die heißen Quellen von Larderello in der Toskana, Funde von bewundernswert vollkommenen römischen Töpfereiwaren in Arezzo, die Erosion der Berge und das Auffüllen der Täler durch die Wirkung des Wassers, Funde von fossilen Meerestieren und rundgeschliffenen Kieseln auf hohen Bergen, deren Vorhandensein er mit der Sintflut erklärt. Die menschliche Neugierde rechtfertigt Ristoro als eine von Gott gegebene Eigenschaft, die dazu dienen soll, Gottes Werke zu erkennen.
Die am 3. Juni 1239 in fast ganz Südeuropa sichtbare Sonnenfinsternis wurde in Coimbra, Toledo, Montpellier, Marola, Florenz, Siena, Arezzo, Cesena und Split beobachtet, mit angegebenen Längen von verschiedenen Stunden.:402:145 Ristoro d’Arezzos Augenzeugenbericht zufolge:398 dauerte die Bedeckung solange wie ein Mann braucht, um 250 Schritte zu gehen, was mit den dabei angenommenen 5 Minuten und 45 Sekunden übereinstimmt und als erste brauchbare Messung der Länge einer solchen Erscheinung gilt.